# Llista de monuments de Sant Andreu de la Barca
Llista de monuments de Sant Andreu de la Barca inclosos en l'Inventari del Patrimoni Arquitectònic Català per al municipi de Sant Andreu de la Barca (Baix Llobregat). Inclou els béns culturals d'interès local (BCIL) de caràcter arquitectònic. No n'hi ha cap inscrit en el Registre de Béns Culturals d'Interès Nacional (BCIN) amb la classificació de monuments històrics.
| Monument                                       | Protecció | Estil/època                       | Localització                                                   | Coordenades                                                            | Codi?     | Imatge |
| ---------------------------------------------- | --------- | --------------------------------- | -------------------------------------------------------------- | ---------------------------------------------------------------------- | --------- | --- |
| Església parroquial de Sant Andreu de la Barca |           | Historicisme XVI, XIX Final       | Sant Andreu de la Barca Pl. de l'Església - c. Rector Juanico  | 41° 26′ 49″ N, 1° 58′ 31″ E / 41.446821°N,1.975216°E                   | IPA-18956 | Església parroquial de Sant Andreu de la Barca · Vegeu més fotos d'aquest monument · Carregueu una nova foto d'aquest monument |
| Ca l'Armangué                                  |           | Obra popular XVII                 | Sant Andreu de la Barca C. de la Palla, 1                      | 41° 26′ 47″ N, 1° 58′ 30″ E / 41.446369°N,1.974929°E                   | IPA-18961 | Ca l'Armangué (Sant Andreu de la Barca) · Vegeu més fotos d'aquest monument · Carregueu una nova foto d'aquest monument        |
| Ca l'Estapé, Cal Pascual                       |           | Obra popular XIX                  | Sant Andreu de la Barca C. de l'Església, 18                   | 41° 26′ 48″ N, 1° 58′ 30″ E / 41.446682°N,1.975102°E                   | IPA-18964 | Ca l'Estapé (Sant Andreu de la Barca) · Vegeu més fotos d'aquest monument · Carregueu una nova foto d'aquest monument          |
| Can Pocanals                                   |           | Obra popular, eclecticisme XIX    | Sant Andreu de la Barca C. de l'Església, 24                   | 41° 26′ 48″ N, 1° 58′ 32″ E / 41.446753°N,1.975509°E                   | IPA-18965 | Can Pocanals (Sant Andreu de la Barca) · Vegeu més fotos d'aquest monument · Carregueu una nova foto d'aquest monument         |
| Ca l'Estrada                                   |           | Noucentisme XX                    | Sant Andreu de la Barca C. de l'Església, 6                    | 41° 26′ 48″ N, 1° 58′ 29″ E / 41.446743°N,1.974673°E                   | IPA-18966 | Ca l'Estrada (Sant Andreu de la Barca) · Vegeu més fotos d'aquest monument · Carregueu una nova foto d'aquest monument         |
| Conjunt de cases                               |           | Noucentisme XX                    | Sant Andreu de la Barca                                        | 41° 22′ 14″ N, 2° 06′ 01″ E / 41.37069°N,2.10039°E                     | IPA-18969 | Carregueu una nova foto d'aquest monument                                                                                      |
| Can Delforn o del Forn                         |           | Modernisme XX                     | Sant Andreu de la Barca C. Bosch, 22                           | 41° 26′ 48″ N, 1° 58′ 26″ E / 41.446704°N,1.973852°E                   | IPA-18971 | Can Delforn (Sant Andreu de la Barca) · Vegeu més fotos d'aquest monument · Carregueu una nova foto d'aquest monument          |
| Can Julià                                      |           | Eclecticisme XIX Final            | Sant Andreu de la Barca C. Major, 7 - c. Joan Archs            | 41° 26′ 50″ N, 1° 58′ 27″ E / 41.447332°N,1.97406°E                    | IPA-18972 | Can Julià (Sant Andreu de la Barca) · Vegeu més fotos d'aquest monument · Carregueu una nova foto d'aquest monument            |
| Celler de Can Julià                            |           | Modernisme XX                     | Sant Andreu de la Barca C. Major, 4                            | 41° 26′ 51″ N, 1° 58′ 27″ E / 41.44752°N,1.97411°E                     | IPA-18973 | Celler de Can Julià (Sant Andreu de la Barca) · Vegeu més fotos d'aquest monument · Carregueu una nova foto d'aquest monument  |
| Torre dels Pedemonte                           |           | Historicisme Modest Feu 1930-1931 | Sant Andreu de la Barca Ctra. Barcelona, 59                    | 41° 26′ 53″ N, 1° 58′ 29″ E / 41.447959°N,1.974839°E                   | IPA-18974 | Casa Pedemonte (Sant Andreu de la Barca) · Vegeu més fotos d'aquest monument · Carregueu una nova foto d'aquest monument       |
| El Casino                                      | BCIL 2016 | Noucentisme XX                    | Sant Andreu de la Barca C. Catalunya, 2                        | 41° 26′ 57″ N, 1° 58′ 19″ E / 41.449251°N,1.972037°E                   | IPA-18975 | El Casino (Sant Andreu de la Barca) · Vegeu més fotos d'aquest monument · Carregueu una nova foto d'aquest monument            |
| Escola Pública, Escoles Velles                 |           | Noucentisme XX                    | Sant Andreu de la Barca Ctra. Barcelona, 1                     | 41° 26′ 59″ N, 1° 58′ 22″ E / 41.449599°N,1.972651°E                   | IPA-18976 | Escola Pública (Sant Andreu de la Barca) · Vegeu més fotos d'aquest monument · Carregueu una nova foto d'aquest monument       |
| Cal València                                   |           | Obra popular                      | Sant Andreu de la Barca C. del Sol, 6 (enderrocat)             | 41° 26′ 57″ N, 1° 58′ 24″ E / 41.449139°N,1.973315°E                   | IPA-18977 | Carregueu una nova foto d'aquest monument                                                                                      |
| Can Salvi                                      |           | Noucentisme XX                    | Sant Andreu de la Barca                                        | 41° 26′ 54″ N, 1° 57′ 46″ E / 41.448269°N,1.96272°E                    | IPA-18980 | Can Salvi (Sant Andreu de la Barca) · Vegeu més fotos d'aquest monument · Carregueu una nova foto d'aquest monument            |
| Ermita del Palau, Ermita de Santa Madrona      |           | Eclecticisme XVIII                | Sant Andreu de la Barca                                        | 41° 27′ 23″ N, 1° 57′ 25″ E / 41.456274°N,1.957036°E                   | IPA-18982 | Ermita del Palau (Sant Andreu de la Barca) · Vegeu més fotos d'aquest monument · Carregueu una nova foto d'aquest monument     |
| Can Santacana, Can Sunyer del Palau            |           | Obra popular XVIII, XIX Final     | Sant Andreu de la Barca C. de l'Aneto, 9                       | 41° 27′ 21″ N, 1° 57′ 19″ E / 41.455871°N,1.955191°E                   | IPA-18983 | Carregueu una nova foto d'aquest monument                                                                                      |
| Can Bosch                                      |           | Eclecticisme XX                   | Sant Andreu de la Barca El Palau                               |                                                                        | IPA-18984 | Carregueu una nova foto d'aquest monument                                                                                      |
| Can Verdura                                    |           | Obra popular XIX                  | Sant Andreu de la Barca El Palau                               | 41° 27′ 18″ N, 1° 57′ 21″ E / 41.455109°N,1.955787°E                   | IPA-18985 | Carregueu una nova foto d'aquest monument                                                                                      |
| Ca n'Archs                                     |           | Obra popular XV                   | Sant Andreu de la Barca El Palau                               | 41° 27′ 13″ N, 1° 57′ 17″ E / 41.453728°N,1.954616°E                   | IPA-18986 | Carregueu una nova foto d'aquest monument                                                                                      |
| Can Preses                                     |           | Obra popular XVI, XVIII           | Sant Andreu de la Barca El Palau                               | 41° 27′ 05″ N, 1° 57′ 14″ E / 41.451283°N,1.953759°E                   | IPA-18987 | Carregueu una nova foto d'aquest monument                                                                                      |
| Cal Guarro                                     |           | Darreres tendències XX            | Sant Andreu de la Barca C. Ter - c. Flor de Neu, la Colònia    | 41° 26′ 52″ N, 1° 57′ 28″ E / 41.447806°N,1.957895°E                   | IPA-18981 | Carregueu una nova foto d'aquest monument                                                                                      |
| El Palau Vell                                  |           | Obra popular                      | Sant Andreu de la Barca Ctra. Palau Vell, 6. Caseria del Palau | 41° 27′ 24″ N, 1° 57′ 18″ E / 41.45672397781092°N,1.9549805421218371°E | IPA-18994 | Carregueu una nova foto d'aquest monument                                                                                      |